# 海運会社の一覧
海運会社の一覧（かいうんがいしゃのいちらん）は、海運業を営む企業の一覧である。

## 主要コンテナ海運会社
ばら積み船や専用船などカウントせず、コンテナ船のみをカウントしたランキングである。多国籍企業については親会社が本社を置く国名を表記
| 海運会社                                                            | TEU容量   | 市場占有率 | 船舶数 |
| ------------------------------------------------------------------- | --------- | ---------- | ------ |
| マースクライン (デンマーク）                                        | 3,879,439 | 15.3%      | 700    |
| メディテラニアン・シッピング・カンパニー (MSC)(スイス）             | 3,118,108 | 12.3%      | 473    |
| CMA-CGM (フランス）                                                 | 2,554,264 | 10.1%      | 476    |
| 中国遠洋運輸集団(COSCO) (中華人民共和国）                           | 1,972,491 | 7.8%       | 330    |
| ハパックロイド (ドイツ)                                             | 1,550,874 | 6.1%       | 217    |
| オーシャン・ネットワーク・エクスプレスホールディングス(ONE) (日本） | 1,536,312 | 6.1%       | 228    |
| エバーグリーン（長栄海運）（台湾）                                  | 1,110,708 | 4.4%       | 200    |
| 東方海外貨櫃航運公司(OOCL) (中華人民共和国〈香港〉)                 | 689,986   | 2.7%       | 99     |
| 陽明海運 (YANG MING) （台湾）                                       | 609,749   | 2.4%       | 100    |
| パシフィック・インターナショナル・ラインズ(PIL) (シンガポール）     | 413,334   | 1.6%       | 132    |

## ヨーロッパ
- MSC （Mediterranean Shipping Company S.A、スイス）（船腹面積では世界第一位のマースクラインについで第二位を誇る。）
- マースクライン Maersk Line （デンマーク）　
事業社名：A.P. モラー・マースク（A.P. Moller-Maersk Group） 世界最大手
P&Oネドロイド P&O Nedlloyd （英国）、Safmarine （南アフリカ）の経営権を所有する海運会社グループ
- P&O （Peninsular and Oriental Steam Navigation Company、イギリス）
P&Oグループ傘下には、Nedlloyd （オランダ）と経営統合したコンテナ船のみの海運会社・P&Oネドロイド P&O Nedlloyd があったが、2006年、A.P. モラー・マースク（デンマーク）に買収された
- CPシップス CP Ships （イギリス）
Canada Maritime、Cast、Contship Containerlines （カナダ）、Australia-New Zealand Direct Line （豪州）、Italia Lines （イタリア）、Lykes Lines アメリカ合衆国）、TMM Lines （メキシコ）の経営権を所有する海運会社グループ
2005年、TUI AG が経営権を所有、事業合理化のためハパックロイド （ドイツ）と統合
- ハツマリン Hatsu Marine （イギリス）
2002年、エバーグリーンマリン（台湾）が、Hatsu Marine（イギリス）を創設
- セネターラインズ Senator Lines（Senator Lines、ドイツ）
韓進セネター Hanjin-Senator　韓進海運と経営統合したコンテナ海運会社　2009年に営業を終えた
- ハパックロイド Hapag-Lloyd （ドイツ）
事業社名: TUI AG
1970年、Hapag （ドイツ）と NGL (North German Lloyd) （ドイツ）が統合　　
1998年、TUI AG (Touristik Union International A.G.)（観光業を主業務とする企業グループ （ドイツ）が、Hapag-Lloyd の経営権を所有
2005年、TUI AG が CP Ships の経営権を所有
- CMA CGM （Compagnie Maritime d'Affretement, Compagnie Generale Maritime、フランス）
- デルマス (Delmas、フランス）
CMA CGM（フランス）が経営権を取得
- ZIM （Zim Integrated Shipping Services、イスラエル）
- ワレニウス・ウィルヘルムセン （Wallenius Willhelmsen、スウェーデン・ノルウェー）
- ハンブルク・スド （Hamburg Süd S.A、ドイツ）
- ホーグオートライナーズ （Hoegh Autoliners、ノルウェー）
- イタリア・マリッティマ　（Italia Marittima S.p.a、イタリア）
エバーグリーンマリン　（Evrgreen Marine Co、台湾）が、ロイド・トリエスティーノ （Lloyd Triestino） の経営権を所有
2006年、ロイド・トリエスティーノ（Lloyd Triestino） より、イタリア・マリッティマ　（Italia Marittima S.p.a）へ改称
- オルデンドルフ・キャリアーズ Oldendorff Carriers （ドイツ）

## アジア
- 日本郵船（三菱グループ）略称“NYK”
- 商船三井（三井グループ、ただし住友、旧三和銀行系を含む）略称“MOL”または“MOSK”
- 川崎汽船（神戸川崎財閥系）略称“K-LINE”
- 中国遠洋海運集団 COSCO （China COSCO Shipping、中国遠洋海運、中国）
- OOCL OOCL （Orient Overseas Container Lines、香港） 
事業社名：OOIL（Orient Overseas International Limited、東方海外国際有限公司）
- CSAV Norasia CSAV Norasia （香港）
2000年、CSAV （Compañía Sudamericana de Vapores、チリ）が、Norasia （香港）の経営権を所有し、CSAV Norasia を設立
- HMM HMM （Hyundai Merchant Marine、現代商船、大韓民国）
- 現代グロービス Hyundai Glovis （Hyundai Glovis、大韓民国）
- エバーグリーンマリン Evergreen Marine （長榮海運、台湾）
台湾の大手航空会社エバー航空の親会社
- ワンハイラインズ Wan Hai  （萬海航運、台湾）
- 陽明海運 Yangming （ヤンミンラインズ、台湾）
- 徳翔海運 T.S lines （TS LINES、台湾）
- ネプチューンオリエントラインズ NOL （Neptune Orient Lines、シンガポール）
アメリカンプレジデントラインズ APL （Amertican President Lines、アメリカ合衆国） の経営権を所有する海運会社グループ
- ユナイテッドアラブシッピング UASC （United Arab Shipping Co.、クウェート）

## 南北アメリカ
- アメリカンプレジデントラインズリミテッド （Amertican President Lines、アメリカ合衆国） 
ネプチューンオリエントラインズ （Neptune Orient Lines Co、シンガポール） 傘下の海運会社
- Lykes Lines （アメリカ合衆国）
CP・シップス  （CP Ships、イギリス） 傘下の海運会社
- パシャ・ハワイ
- マトソン社
- Canada Maritime、Cast、Contship Containerlines （カナダ）
CPシップス  （CP Ships、イギリス） 傘下の海運会社
- CCNI （チリ）
- CSAV （Compañía Sudamericana de Vapores S.A、チリ）
2000年、Norasia の経営権を取得し、CSAV Norasia、香港）を設立

## アフリカ
- サフマリンコンテナラインズ （Safmarine Container Lines N.V.、南アフリカ）
1999年、A.P. モラー・マースク （デンマーク） が、サフマリンの経営権を取得

## オセアニア
- SCF （オーストラリア）
- パシフィック・フォーラム・ライン（サモア）